# Turnul Galata
Turnul Galata, construit de genovezi în secolul al XIV-lea, se află în partea de nord a portului Cornul de Aur și este una din cele mai mari atracții ale Istanbulului, datorită panoramei de 360 de grade asupra orașului. Urcușul prin cartierul Galata până la turn este anevoios, din cauza pantelor foarte înclinate. La etaj, se mai urcă câteva rânduri de trepte, pe scări de lemn, în spirală. Sus există un restaurant. Locul este foarte strâmt și se înaintează greu.

## Galerie

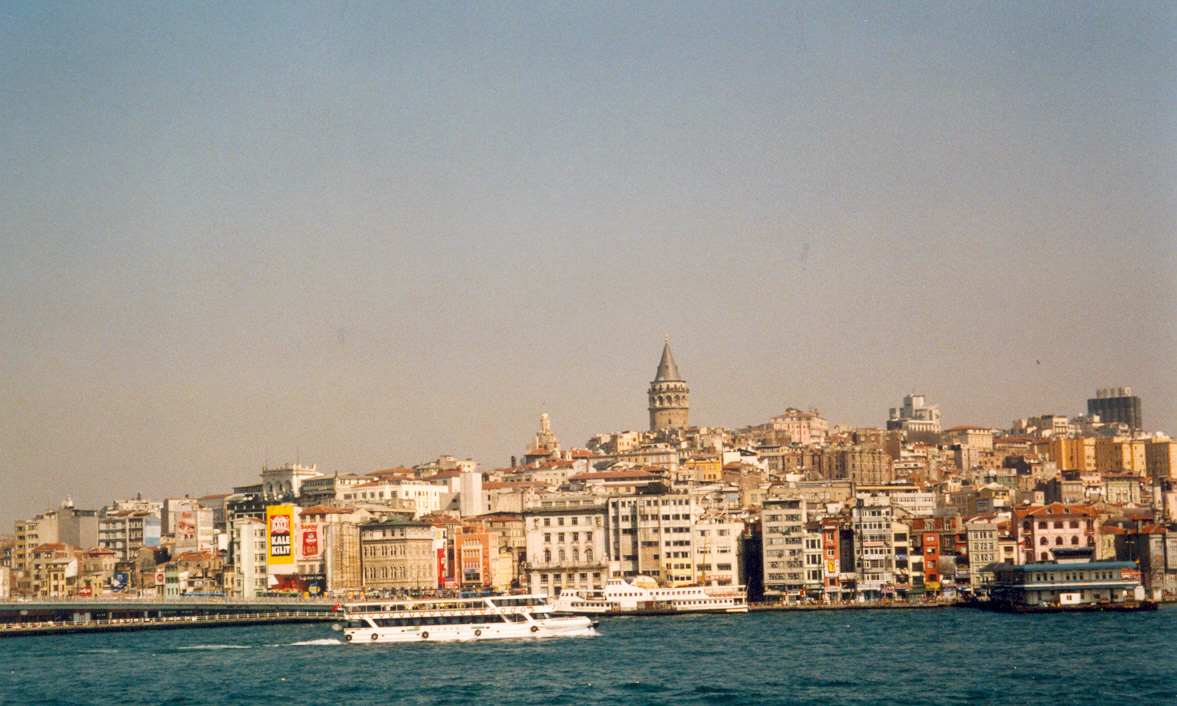
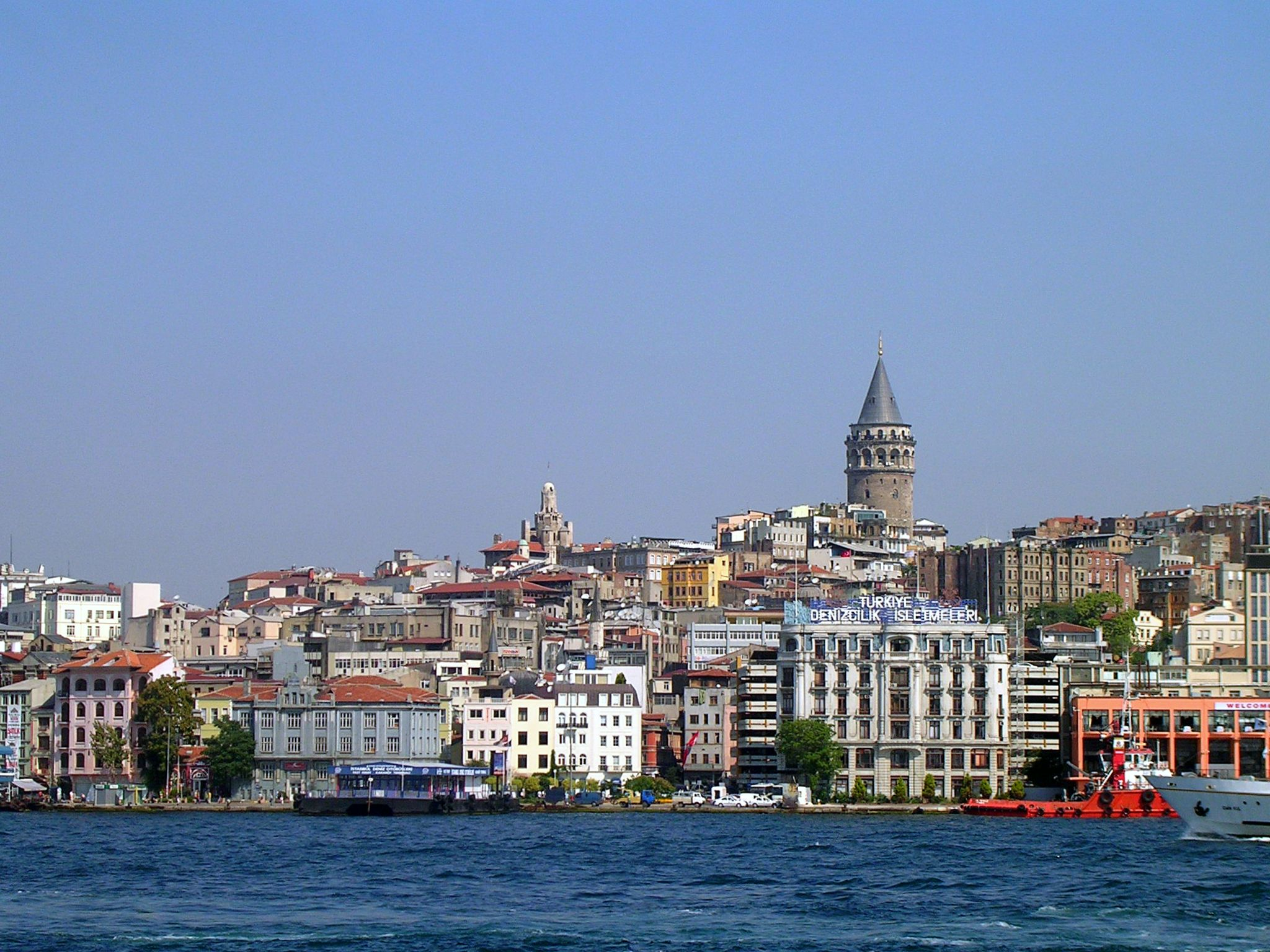
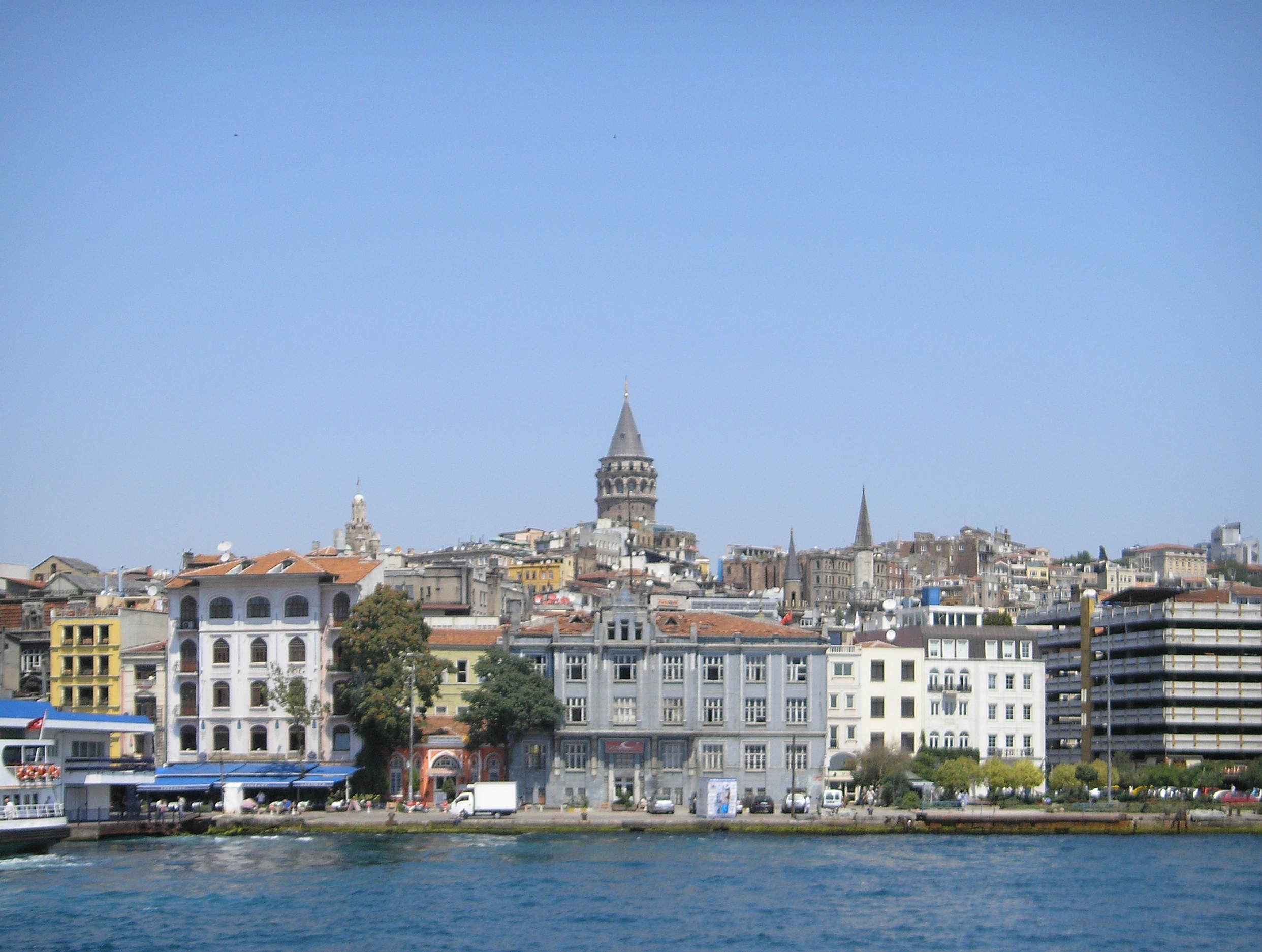
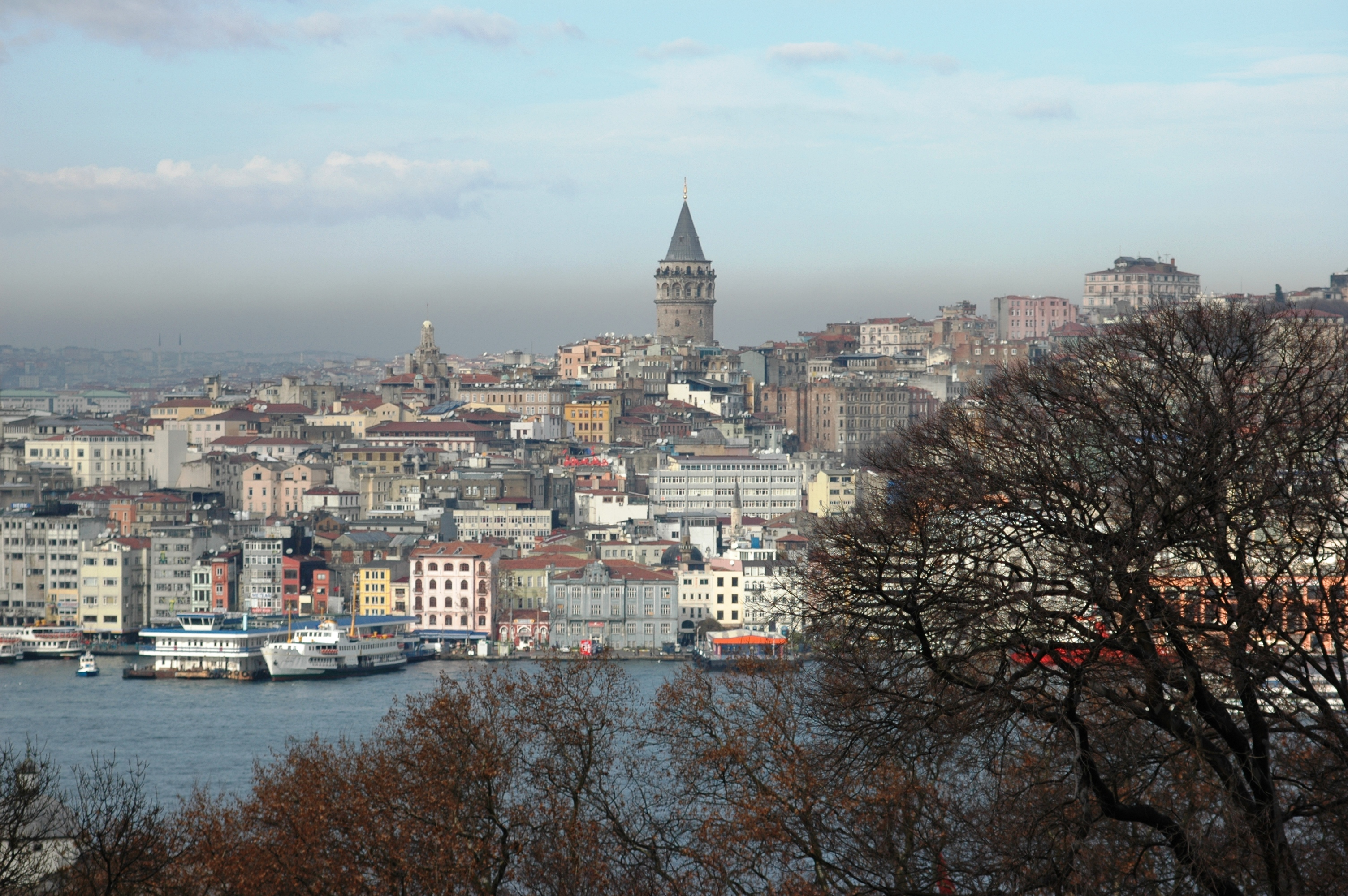
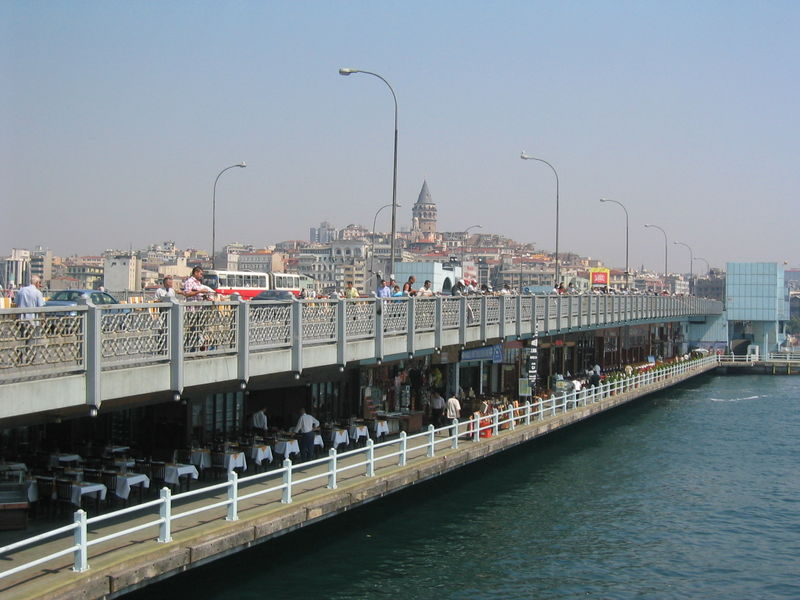
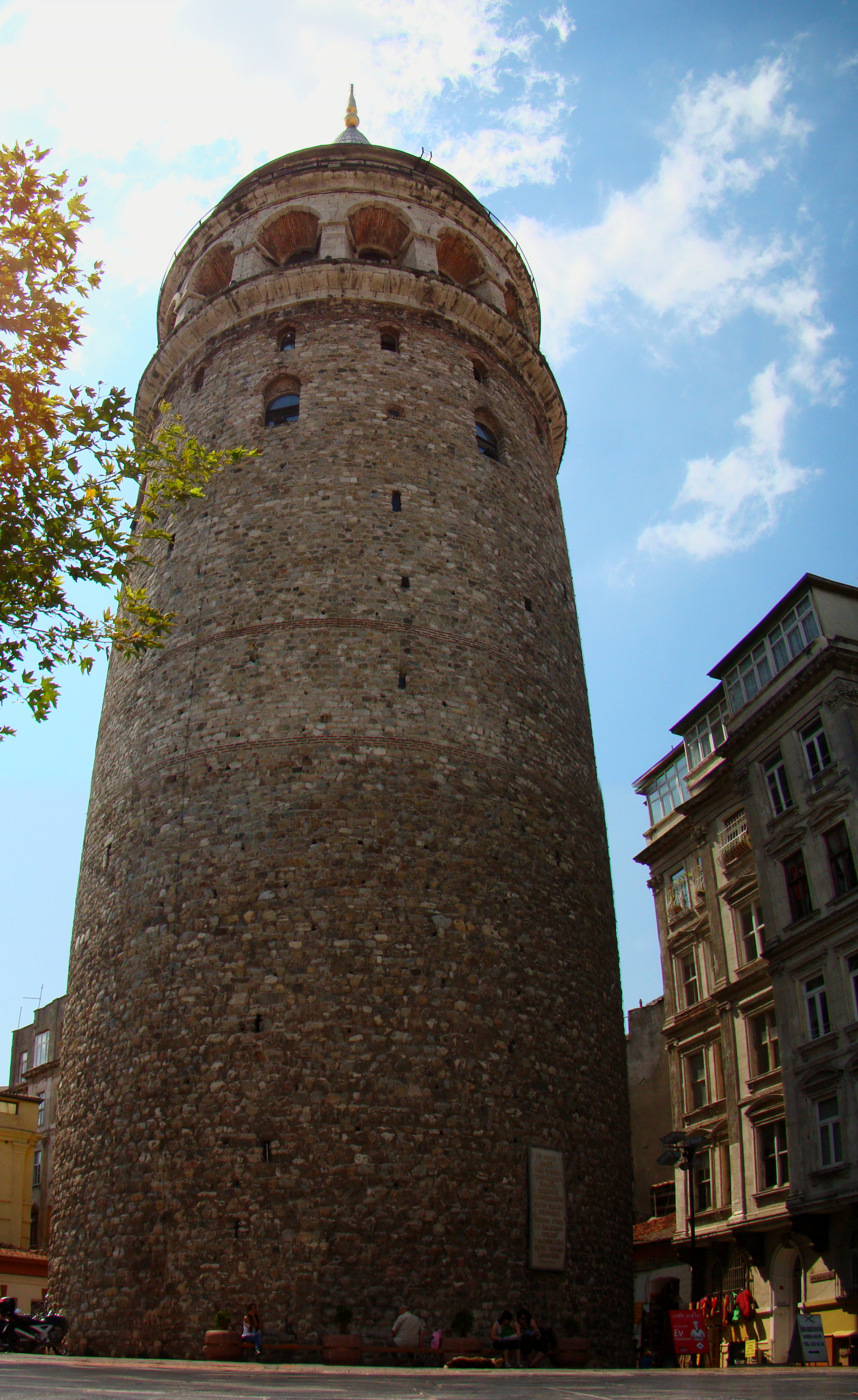
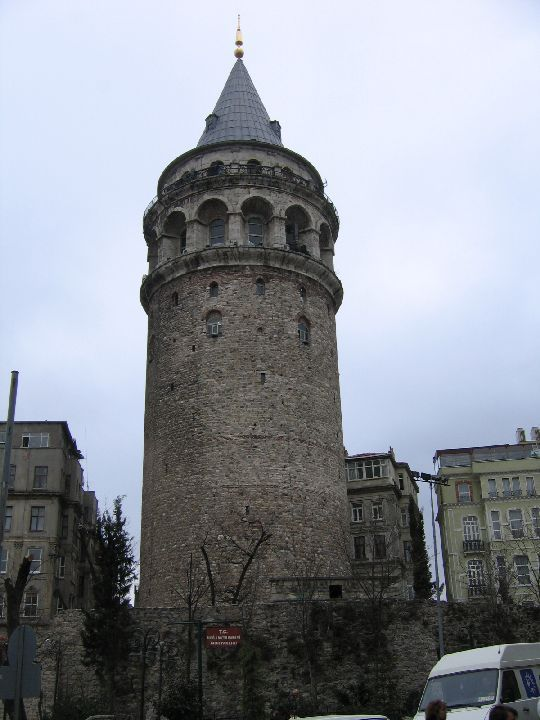
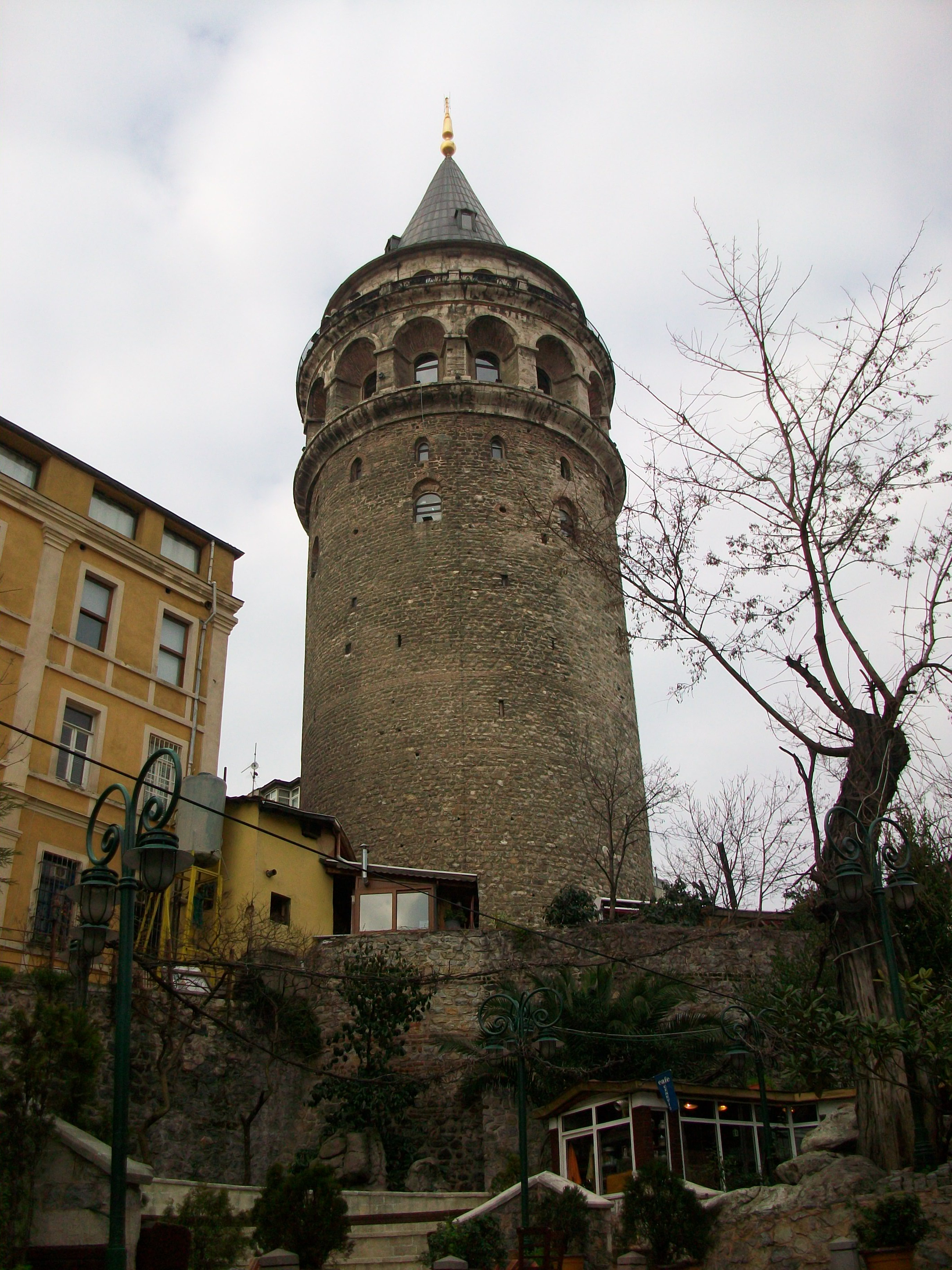
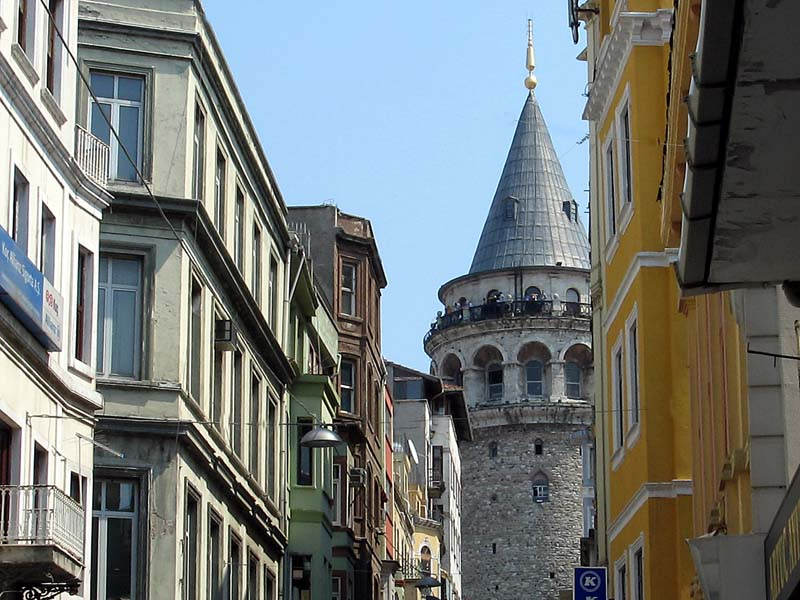
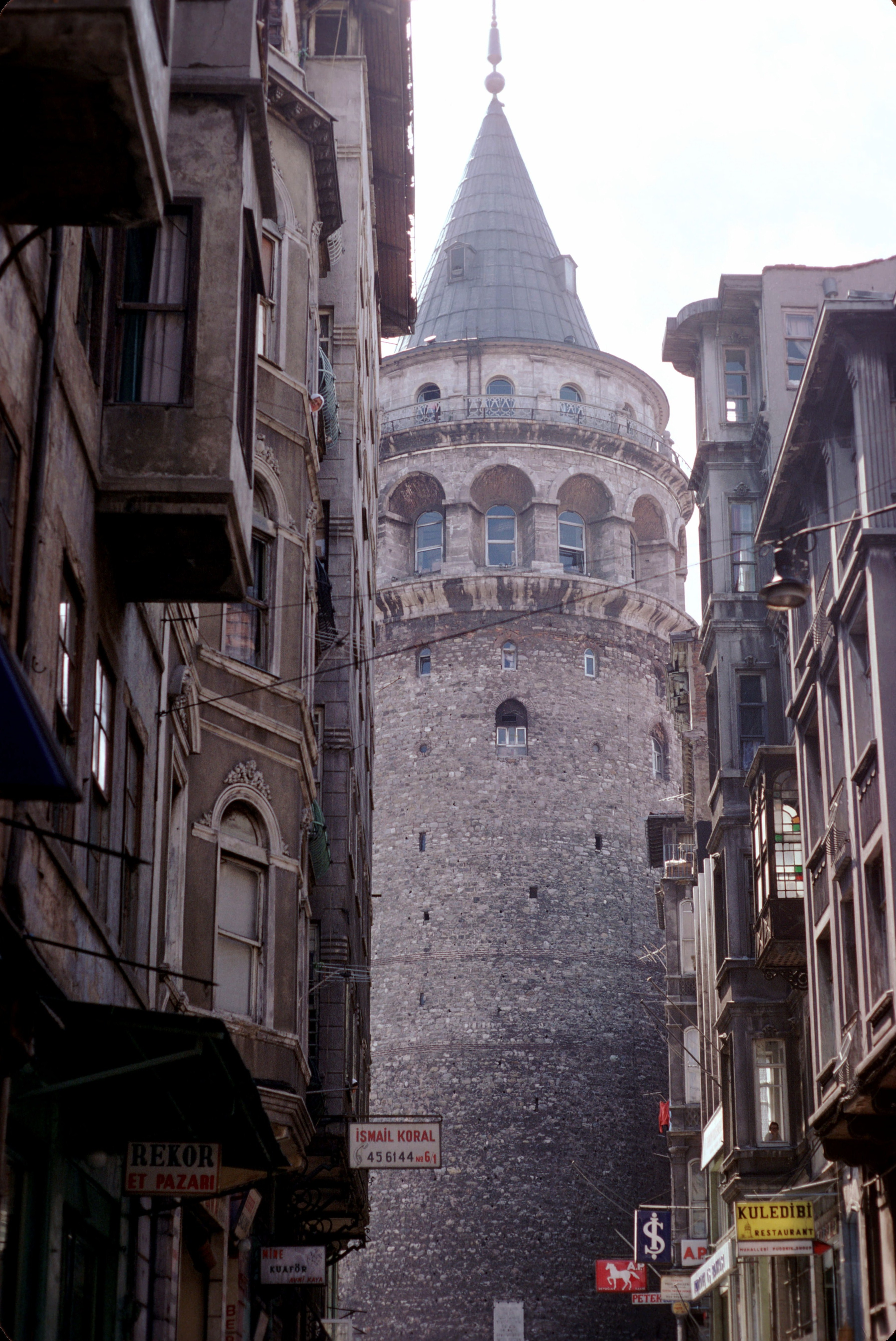

## Legături externe
- Turnul Galata Arhivat în 27 octombrie 2012, la Wayback Machine., 25 octombrie 2012, Irina Stoica, Revista Magazin